# Vasalemma
Vasalemma (tyska: Wassalem) är en småköping (estniska: alevik) i Lääne-Harju kommun i landskapet Harjumaa i nordvästra Estland. Orten ligger cirka 30 kilometer sydväst om huvudstaden Tallinn och utgjorde tidigare centralort i dåvarande Vasalemma kommun.

## Geografi
Vasalemma ligger 28 meter över havet. Terrängen runt Vasalemma är mycket platt. Vattendraget Vasalemma jõgi rinner strax väster om orten i nordlig riktning och mynnar i Finska viken. Runt Vasalemma är det glesbefolkat, med 11 invånare per kvadratkilometer. Närmaste större samhälle är staden Keila, 9 km nordost om Vasalemma. I omgivningarna runt Vasalemma växer i huvudsak blandskog.